# Kapellen (prowincja Antwerpia)
Kapellen (hist. Capellen) – miejscowość i gmina (gemeente) w Belgii, w Regionie Flamandzkim, w prowincji Antwerpia, w okręgu Antwerpia. 1 stycznia 2024 roku liczyła 27 782 mieszkańców. Jedna z bogatszych gmin w prowincji.

## Transport
Znajduje się tutaj stacja kolejowa Kapellen.